# یواس‌اس آلیانس (۱۸۷۵)
یواس‌اس آلیانس (۱۸۷۵) (به انگلیسی: USS Alliance (1875)) یک کشتی بود که طول آن ۱۸۵ فوت (۵۶ متر) بود. این کشتی در سال ۱۸۷۵ ساخته شد.